# 레니 엔트로피

양자 정보 이론에서 레니 엔트로피(영어: Rényi entropy)는 통상적인 엔트로피의 일반화이다. 하나의 매개변수 {\displaystyle n}을 가지며, 레니 엔트로피의 {\displaystyle n\to 1} 극한은 통상적인 엔트로피이다.

## 정의
밀도 행렬 {\displaystyle \rho }로 주어진 양자 상태의 n-레니 엔트로피 {\displaystyle S_{n}(\rho )}는 다음과 같다.
{\displaystyle S_{n}(\rho )={\frac {1}{1-n}}\ln \operatorname {tr} \rho ^{n}}
여기서 {\displaystyle n=1+\epsilon }이라고 하고 {\displaystyle \epsilon \to 0} 극한을 취하면 테일러 급수 전개를 통해
{\displaystyle S_{1+\epsilon }(\rho )=-{\frac {1}{\epsilon }}\ln \operatorname {tr} (\rho +\epsilon \rho \ln \rho +O(\epsilon ^{2}))=-\operatorname {tr} (\rho \ln \rho )+O(\epsilon )}
이므로, 폰 노이만 엔트로피를 얻는다.

## 역사
헝가리의 수학자 레니 얼프레드(헝가리어: Rényi Alfréd)가 1960년 도입하였다.